# 吳家瑋
吳家瑋，GBS，CBE（1937年11月13日—2025年3月2日），香港物理學家，香港科技大学首任校长，亦曾担任香港特別行政區籌備委員會預備工作委員會、香港特別行政區籌備委員會委員和全国政协委员。吳家瑋为香港科大成为世界一流大学作出了重要贡献，并为大学发展筹集款项。

## 生平
吳家瑋於1937年在上海出生，早年就讀中西女中第二附屬小學、臺北市立建國高級中學（中一至中二上學期）與香港同濟中學（中二下學期至中三），1954年畢業於香港培正中學（於同年中文中學會考中取得中文、地理、歷史、物理以及化學科「良」等，英文、甲組數學、乙組數學、以及生物科「優」等成績）。1955年赴美留學，在喬治城學院攻讀物理學與數學，獲理學士學位。其後轉到圣路易斯華盛頓大學深造，先後取得物理學碩士及博士學位。1966至1968年間，吳家瑋在聖地牙哥加州大學作博士後進修。1968年到西北大學擔任物理學助理教授；1970年在伊利諾大學任客座副教授。次年返回西北大學升任副教授；隨即在1973年晉升爲正教授，並於1974年開始（至1979年）擔任物理及天文學系主任。1979年，出任聖地牙哥加州大學熱斐爾學院院長，兼任物理學教授。1983年，在45歲時，受聘出任三藩市州立大學校長，成爲美國有史以來第一位華裔大學校長。
1964年以來，吳家瑋在物理研究方面發表了120篇論文及著作；在量子多體理論、統計力學、液晶、低溫物理、及表面物理上，都作了不少貢獻。在他指導下研究結業的博士生及博士後研究員達25人。吳家瑋曾獲頒給多種榮譽及獎狀，反映他在學術上的成就及公職上的貢獻。其中包括Alfred P. Sloan Research Fellow、美國物理學會會士、加州科學院榮譽院士、中國科學院物理研究所、復旦大學、深圳大學、和北京大學的名譽教授、聯合國協會的羅斯福夫人人道獎、舊金山市的金鑰匙，及由舊金山市長命名的「吳家瑋日」。
1984至1986年間，擔任全美華人協會總會會長。1991年，獲得華盛頓大學頒發的傑出校友獎。1995年，喬治城學院向他頒發了文學博士的榮譽學位；同年被深圳市政府命名爲深圳市榮譽市民。1996年，獲得明尼蘇達大學頒發的國際傑出服務獎、華盛頓大學的理學博士榮譽學位、及英國女皇頒授的CBE榮銜。2000年，獲香港特別行政區政府頒授金紫荊星章。2001年，獲法國總統頒授騎士勛章「Chevalier de la Légion d'Honneur」。2008年，獲香港浸會大學頒授榮譽人文學博士學位。2010年，獲澳門科技大學頒授榮譽博士學位。2011年，獲澳門大學頒授榮譽社會科學博士學位。
1988年9月出任香港科技大學創校校長後，吳家瑋擔任過香港政府工業及科技發展局和生物科技研究院監管委員會的成員，並被深圳市政府委任爲高級顧問。他爲多個香港、內地、和亞太區文教科技組織擔任理事或諮詢工作，包括香港工商專業聯會、長江開發滬港促進會、中國內地的國家自然科學基金委員會、復旦大學、華僑大學和中關村科技園區顧問委員會、巴基斯坦的Ghulam Ishaq Khan工程科學和技術大學、新加坡的世界科技出版社，及中歐國際工商學院。
吳家瑋曾任新昌集團有限公司的非執行董事和非執行主席、上海實業控股有限公司、第一上海投資有限公司、集友銀行有限公司、萬威國際有限公司、聯想集團有限公司等的非執行董事。1993年至1996年，中國政府先後委任吳家瑋爲港事顧問、香港特別行政區籌備委員會預備工作委員會和香港特別行政區籌備委員會委員。1996年，被選爲香港特別行政區推選委員會委員。1998年，被委任爲香港特別行政區策略發展委員會委員，及中國人民政治協商會議全國委員會委員。2000年，被委任爲香港特別行政區創新科技顧問委員會委員及香港與內地科技合作委員會主席。
2025年3月2日，吳家瑋於美國三藩市逝世，享年87歲，該校校董會主席沈向洋與校長葉玉如發表訃文。

## 冠名
2001年6月29日，香港科技大學將學術廊命名為「吳家瑋學術廊」，以表揚即將榮休創校校長吳家瑋教授對大學發展所作出的重大貢獻。

## 外部連結
- 吳家瑋: 大學之道(2008)（页面存档备份，存于） 香港浸會大學圖書館

| 學術機關職務 | 學術機關職務                   | 學術機關職務  |
| ------------ | ------------------------------ | ------------- |
| 首任         | 香港科技大學校長 1988年-2001年 | 繼任： 朱經武 |